# H.O.T.
Pour les articles homonymes, voir HOT.
H.O.T. (Hangul: 에쵸티) est un boys band sud-coréen, formé par SM Entertainment en 1996 et dissous en 2001. Son nom est l'acronyme de High-five Of Teenagers. Premier véritable groupe d'idols, le groupe est très populaire dans les années 1990.

## Historique
H.O.T. est formé en 1996 de 5 membres : Heejun (leader), Jaewon, Kangta, Tony, Woohyuk.
Kangta annonce le grand retour du groupe en 2011. L'année suivante, les membres reconnaissent que ce retour est difficile car leurs agences respectives sont différentes. Malgré cela, Heejun confirme en janvier 2013 leurs retrouvailles et un possible retour. Le groupe ne se reforme finalement qu'en 2018, pour un concert lors de l'émission Infinite Challenge (MBC). Puis fin septembre 2019 pour une série de concerts à Seoul au Olympic Main Stadium devant plus de 100,000 personnes.